# سيد علي البشير
سيد علي البشير هو لاعب كرة قدم في منتخب قطر لكرة القدم ونادي العربي القطري. فاز مع منتخب قطر بكأس الخليج 17 وهو من أصل موريتاني.

## كأس الخليج

### كأس الخليج 2002
و قد سجل هدف في مرمى منتخب عمان لكرة القدم.

### كأس الخليج 2004
و قد سجل هدف في مرمى منتخب عمان لكرة القدم، وقد سجل هدف في مرمى منتخب الكويت لكرة القدم.

### تصفيات مونديال 2010
وقد سجل هدف في مرمى منتخب العراق لكرة القدم

## روابط خارجية
- سيد علي البشير على موقع الاتحاد الدولي (مؤرشف)  (الإنجليزية)
- سيد علي البشير على موقع ناشيونال فوتبول تيمز (الإنجليزية)
- سيد علي البشير على موقع كووورة